# 上海久事大鯊魚籃球倶楽部
上海久事大鯊魚籃球倶楽部（簡:上海久事大鲨鱼篮球俱乐部、英：Shanghai Jiushi Sharks Basketball Club）は、中国プロバスケットボールリーグに所属するプロバスケットボールチームである。上海を本拠地とする。日本語では「上海シャークス」とも呼ばれる。

## 歴史
1996年、上海東方電視台と上海体育職業学院が協業し上海東方籃球倶楽部（上海东方篮球俱乐部）を設立。甲級リーグに参戦、その後、上海東方大鯊魚籃球倶楽部（上海东方大鲨鱼篮球俱乐部、上海SHARKS）と呼称する。
後にNBAで活躍した姚明がプレイしていたチームとして有名。彼が着けていた15番は永久欠番となっている。
1999-2000、2000-01と2年連続でファイナルに進出するが、強豪八一ロケッツの壁に阻まれていた。しかし2001–02シーズンには元NBAプレイヤーで現京都ハンナリーズHCのデービッド・ベンワーを擁し、ファイナルでも八一を下し初のシーズン優勝を決めた。
2007年に西洋集団がスポンサーとなるが、この頃、放漫経営が横行し2009年には撤退、経営破綻する。2009年に姚明が出資しオーナーとなり、経営を軌道に乗せる。
2008年5月10日には日本のbjリーグに所属する高松ファイブアローズと史上初の日中プロバスケ親善試合を行った。
2009年にホームアリーナを源深スポーツセンターに移す。
2016年より動画共有サイトの嗶哩嗶哩（ビリビリ）がスポンサーとなり、上海嗶哩嗶哩籃球倶楽部（上海哔哩哔哩篮球俱乐部）と改称した。その後、2019年に上海久事グループの傘下に入り、クラブ名を上海久事大鯊魚籃球倶楽部（上海久事大鲨鱼篮球俱乐部）と改称した。

## 主な所属選手
- 0  ギルバート・アリーナス
- 1  蔡亮
- 2  D.J.ホワイト
- 3  劉子秋
- 4  曾文鼎
- 5  孟令源
- 7  彭飛
- 8  劉煒
- 10  李根
- 12  王勇
- 21  王立剛
- 23  張兆旭

## 主な歴代所属選手
- 馬健
- 姚明
- 章文琪
- 鄭志龍
- デービッド・ベンワー
- ジェロッド・ワード

## 永久欠番
- 15 姚明